# Picanço-cuco-de-peito-branco
O Picanço-cuco-de-peito-branco ou Lagarteiro-cinzento-e-branco (Coracina pectoralis) é uma espécie de ave da família Corvidae.
Pode ser encontrada nos seguintes países: Angola, Benin, Botswana, Burkina Faso, Burundi, Camarões, República Centro-Africana, República Democrática do Congo, Costa do Marfim, Etiópia, Gâmbia, Gana, Guiné, Guiné-Bissau, Quénia, Malawi, Mali, Mauritânia, Moçambique, Namíbia, Nigéria, Ruanda, Senegal, Serra Leoa, África do Sul, Sudão, Suazilândia, Tanzânia, Togo, Uganda, Zâmbia e Zimbabwe.
Os seus habitats naturais são: florestas secas tropicais ou subtropicais e savanas áridas.